# Социалистическая партия трудящихся
Социалистическая партия трудящихся (СПТ) — общероссийская общественная организация; партия лево-социал-демократической ориентации. В принятой на I съезде Программе СПТ говорится, что партия «отстаивает интересы наёмных работников умственного и физического труда, коллективных и индивидуальных производителей, источником доходов которых является личный труд и собственность».

## Устав и Программа
Уставные и программные документы, принятые на учредительной конференции и I съезде партии, определили цель уставной деятельности партии, как «содействие мирному, конституционному выводу российского общества из глубокого экономического, политического и духовного кризиса, формирование на основе радикальных реформ правового демократического государства, многоукладной экономики, гражданского общества, способных обеспечить реальные гарантии прав и свобод, высокий уровень благосостояния граждан, социальную защиту малоимущих слоев населения». При этом в числе важнейшей политической задачи СПТ поставила «восстановление на всех уровнях и укрепление сильной советской власти».
В сфере экономики партия выступила за «равноправие всех форм собственности при сохранении приоритета её коллективных форм», за «сохранение сильного государственного сектора экономики» и за «регулирование государством общих условий производства и потребления».
Решение этих задач предполагалось, по Уставу, через «участие в организации и деятельности органов государственной власти и местного самоуправления, в том числе путём оказания содействия избранным при поддержке СПТ депутатам в реализации воли и наказов избирателей, политических целей партии».

## История

### Учредительная конференция
1 октября 1991 года народные депутаты СССР Р. А. Медведев и А. А. Денисов, народные депутаты РСФСР И. А. Рыбкин и В. И. Севастьянов, депутат Ленсовета Е. С. Красницкий (впоследствии депутат Госдумы РФ первого созыва) и др. призвали к созданию «новой российской партии левых сил социалистической ориентации» на платформе последнего проекта Программы КПСС «Социализм, демократия, прогресс».
Учредительная конференция Социалистической партии трудящихся (СПТ) состоялась 26 октября 1991 года в клубе московского завода «Компрессор». Открывал конференцию Р. А. Медведев, с политическим докладом выступил А. А. Денисов.
На съезд были приглашены представители оргкомитетов Российской партии коммунистов и партии «Союз коммунистов», а также делегация «Движения коммунистической инициативы» (ДКИ), которые предложили назвать партию «коммунистической партией трудящихся», но это предложение не было принято. После этого представители ДКИ свои делегатские мандаты и покинули съезд, ушли со съезда и представители «Союза коммунистов», лишь представители оргкомитета Российской партии коммунистов сначала заявили, что они недовольны названием партии и программными документами, но остаются пока в составе СПТ и образуют в ней «платформу коммунистов-трудящихся», но в итоге прекратили любое сотрудничество с СПТ и провели свой учредительный съезд.
Учредительная конференция избрала оргкомитет Учредительного съезда из 63 человек под председательством И.Рыбкина. На заседании оргкомитета было заявлено, что духовным лидером партии является Рой Медведев, а официальные руководители СПТ будут избраны на съезде.
21 ноября 1991 года Социалистическая партия трудящихся была зарегистрирована Минюстом РСФСР (рег. № 418).

### I съезд СПТ
I съезд СПТ прошёл 21-22 декабря 1991 г. в здании Высшей комсомольской школы (ныне — Московский гуманитарный университет). На съезд прибыло около 300 делегатов, избранных в 65 регионах РСФСР. Съезд принял программные тезисы, избрал Федеральный совет в составе 105 и правление в составе 18 членов. На первом заседании Федерального совета партии, состоявшемся 22 декабря, из числа членов правления были избраны 7 сопредседателей партии: народные депутаты СССР Рой Медведев и Анатолий Денисов, народные депутаты РСФСР Иван Рыбкин и Михаил Лапшин, а также Людмила Вартазарова, Александр Мальцев и Геннадий Скляр.
Съезд СПТ осудил «шоковую терапию» и насильственную приватизацию, выступив за многоукладную экономику на основе добровольного выбора трудовыми коллективами форм собственности и хозяйствования. Съезд поддержал федерализацию России и идею заключения Федеративного договора.
В марте 1992 Геннадий Скляр подписал от имени СПТ платформу «Объединённой оппозиции». Однако в дальнейшем прямого участия в действиях на этой платформе СПТ не принимала, в том числе в деятельности созданного на её основе осенью 1992 года Фронта национального спасения.

### II съезд СПТ
Главным вопросом повестки дня II съезда СПТ (Москва, 5-6 июня 1993 г.) был: влиться в КПРФ или сохранить СПТ в качестве самостоятельной партии. Был избран второй вариант. При том, что большинство руководства СПТ отрицательно отнеслось к идее восстановления КПСС, восстановление Компартии России СПТ поддержала. СПТ участвовала в восстановительном съезде, и значительная часть её членов перешла в 1993 году в ряды КПРФ.
Съезд избрал председателя партии — Людмилу Вартазарову и 7 сопредседателей. Из прежнего состава в их числе остались Анатолий Денисов, Александр Мальцев, Рой Медведев и Геннадий Скляр; вновь избраны сопредседателями — бывший секретарь ЦК КПСС, ленинградский профессор Владимир Калашников, кандидат философских наук Виктор Бондарчук и народный депутат России педагог Нина Солодякова. Съезд также избрал Правление СПТ в составе 16 человек (включая председателя и 7 сопредседателей).

### III съезд СПТ
III съезд СПТ (октябрь 1993 года) принял решение участвовать в выборах в составе блока «Отечество». Однако этот блок (куда также вошли Союз нефтепромышленников, Союз казаков и Союз возрождения России), не собрал 100 тысяч подписей, необходимых для участия в выборах. Бывший сопредседатель СПТ И.Рыбкин был избран на этих выборах в Думу по списку Аграрной партии России.
12 декабря 1993 в Совет Федерации первого созыва был избран (от Еврейской АО) член СПТ Геннадий Антонов.

### IV съезд СПТ
IV съезд СПТ прошёл 25 февраля 1994 года в Обнинске. Съезд принял Программу партии.
Представительство СПТ в Думе в 1994 году расширилось. В СПТ вступил Андриан Пузановский (депутатская группа «Новая региональная политика»). Кроме того, летом 1994 года в СПТ восстановился И.Рыбкин — сохраняя своё членство в Аграрной партии России. Год спустя Рыбкин вышел из обеих этих партий ввиду разногласий с их руководством.

### V съезд СПТ
VI съезд СПТ состоялся 31 августа 1995 года в Москве, в помещении Института мировой литературы им. Горького. На съезд прибыло 65 делегатов (из 85 избранных), представлявших 63 региональных отделения СПТ. Съезд внёс изменения в устав СПТ и принял решение об участии в думских выборах 17 декабря 1995 года.
Делегаты проголосовали за вхождение СПТ в избирательное объединение «Конгресс русских общин» (КРО). Тройку кандидатов, выдвинутых этим объединением в депутаты Государственной Думы, составили лидеры КРО — Ю.В. Скоков, генерал А.И. Лебедь и С.Ю. Глазьев, вытеснившие председателя СПТ Л.Вартазарову на 4 место в этом списке. Как известно, в результате выборов список «Конгресса русских общин» набрал лишь 4,31 % голосов, то есть не преодолел 5%-й барьер для прохождения в Думу. Однако по итогам выборов в мажоритарных округах депутатами госдумы стали 3 члена СПТ. Это — выдвинутый Аграрной партией России А.Пузановский, а также независимые кандидаты А. Н. Мальцев и Р. Г. Абдулатипов. Последний вошёл во фракцию «Российские регионы», а Пузановский и Мальцев — в Аграрную депутатскую группу.

### VI съезд СПТ
VI съезд СПТ состоялся 16 марта 1996 года в Москве. Делегаты высказались за поддержку единого кандидата левых и патриотических сил на выборах президента РФ. Однако при том, что многие региональные организации СПТ поддержали председателя ЦК КПРФ Г. А. Зюганова, конкретного имени съезд СПТ так и не назвал.

### VII съезд СПТ
VII съезд СПТ состоялся 5 декабря 1997 года в Москве, в гостиничном комплексе «Измайлово». В съезде участвовало 62 делегата от региональных отделений СПТ. Председатель СПТ Л.Вартазарова выступила с докладом «О политическом положении и задачах по подготовке к отчётно-выборному съезду партии» и о II съезде Российского движения «За новый социализм». А.Паутов сделал доклад «Об уставе СПТ». С докладом «О стратегии и тактике СПТ» на втором, закрытом заседании съезда выступил А.Мальцев.
15 января 1998 года правление СПТ рекомендовало политсовету РДНС освободить председателя СПТ Л.Вартазарову от сопредседательства в РДНС с одновременным избранием на эту должность сопредседателя СПТ А.Мальцева.
В связи с попытками взять СПТ под свой контроль путём выдвижения неприемлемых условий при финансировании деятельности партии на VII съезде СПТ прозвучала критика в адрес сопредседателя РДНС Ю.Петрова. Вместе с партнёрами по блоку РДНС — «Союзом реалистов» (Н.Жукова) и партией самоуправления трудящихся (С.Н. Фёдоров), — а также собственно с РДНС (Ю.Петров) и с «Союзом народовластия и труда» (председатель генерал А.И. Николаев) СПТ 24 марта 1998 г. подписала соглашение о создании Коалиции левоцентристских социалистических сил России — избирательного блока для участия в следующих выборах в Думу.
В связи с переходом на правительственную должность прекратились депутатские полномочия в Госдуме Р. Г. Абдулатипова. К моменту следующего, VIII съезда СПТ была представлена в Думе 1 депутатом (А.Мальцев из Аграрной депутатской группы). Кроме того, членами СПТ были 7 членов законодательных собраний регионов и 11 — в собраниях различных городов.

### VIII съезд СПТ
VIII съезд СПТ прошёл также в гостиничном комплексе «Измайлово», 14 ноября 1998 года. Из 63 региональных организаций СПТ (общей численностью около 15 тыс. человек) на съезде были представлены 53, от которых прибыло менее 60 делегатов. С докладом выступила председатель СПТ Л.Вартазарова.
Новым председателем СПТ был избран А.Мальцев; Л.Вартазарова осталась почётным председателем партии. Съезд подтвердил полномочия заместителей председателя СПТ: Г.Скляра, Р.А. Медведева, Владимира Калашникова и Виктора Бондарчука, добавив в их число А.Паутова, ранее исполнявшего обязанности ответственного секретаря Правления СПТ.
Съезд одобрил идею коалиции с «Союзом народовластия и труда» (генерал армии А. И. Николаев) и избрал 15 делегатов на съезд блока для утверждения общего списка кандидатов в депутаты Государственной думы. Съезд левоцентристских сил, состоявшийся в июле 1999 года, вновь подтвердил идею выхода на выборы в составе коалиции (СНТ, СПТ, ПСТ, РДНС, Союз реалистов; см. выше).
Созданный для этого Координационный совет коалиции левоцентристских и социалистических сил России на своём расширенном заседании 19 августа 1999 года дал этому объединению ориентировочное название «Блок генерала Николаева».
Помимо СНТ, СПТ, ПСТ, РДНС и Союза реалистов в его состав вошли также общественно-политические организации «Надежда России» (Виктор Лебединцев) и «Круг».
В окончательном варианте эта избирательная коалиция левоцентристских социалистических сил получила название «Блок генерала Андрея Николаева и академика Святослава Фёдорова», и 2 октября 1999 года СПТ стала одним из его официальных соучредителей. Кроме СПТ, СНТ, ПСТ, Союза реалистов и «Надежды России» учредителями блока стали ещё: движение «Инженерный прогресс России» (Б.В. Гусев) и крыло движения «Держава» (Андрей Метельский), отколовшееся от Константина Затулина. На неформальной основе в блок вошли также 3 организации, не имевщие политической регистрации. Это — Ассоциация женщин-предпринимателей России (Татьяна Малютина), Общероссийский профсоюз работников связи РФ (Анатолий Назейкин) и Общероссийский профсоюз работников текстильной и лёгкой промышленности (Татьяна Соснина). Первую тройку общефедерального списка блока составили генерал А. И. Николаев, академик С. Н. Фёдоров и Т.Малютина.

## Позиция партии глазами её лидеров

### Анатолий Алексеевич Денисов

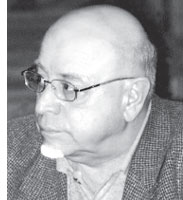
Анатолий Алексеевич Денисов
(1934—2010)

«Между коммунистами и социал-демократами» — так было озаглавлено интервью, которой дал в 1995 году газете «Санкт-Петербургские ведомости» один из сооснователей СПТ, народный депутат СССР, Анатолий Алексеевич Денисов. В частности, этот крупный учёный из ленинградского Политеха, известный всей стране по трансляциям заседаний Съезда народных депутатов, говорил:
«…мы не без основания считаем себя партией социальной защиты трудящихся. То есть, с одной стороны, мы противопоставляем себя ортодоксальным коммунистам, которым не чужды ещё диктаторские замашки. А с другой — радикальным либералам, для которых превыше всего абсолютная свобода в ущерб социальной справедливости».
Бравший интервью журналист А.Рабковский отметил, что «по словам лидеров СПТ, желание сотрудничать с их партией, выступить с ней на грядущих парламентских выборах выражали очень многие политики — от председателя Партии социальной демократии А.Яковлева до главы Русского национального собора А.Стерлигова». Однако, резюмировал журналист, «СПТ, стремясь сохранить чистоту и отточенность своей собственной программы, отличается завидной разборчивостью при формировании различных блоков и альянсов».